# Carlos Lombardi
Carlos Lombardi (São Paulo, 27 de agosto de 1958) é um autor de telenovelas, roteirista e produtor de televisão brasileiro.

## Biografia
Filho de pai português e mãe italiana, Lombardi nasceu no Pari, região central de São Paulo e formou-se em Comunicação (Rádio e Televisão) pela USP, tendo Antônio Abujamra como professor e depois lecionando na mesma instituição. É pai de dois filhos, Renato e Ricardo e é casado com a publicitária Cristiane Maradei, proprietária da Central de Designers.
A carreira como escritor de televisão teve início ao elaborar roteiros para o antigo Telecurso de segundo grau e a estreia na telenovela se deu quando escreveu, em parceria com Edy Lima e Ney Marcondes, Como salvar meu casamento (1979) para a Rede Tupi. A produção foi cancelada pouco antes do final, devido à grave crise que levaria ao fim a emissora.
No ano seguinte o mesmo trio foi chamado pela Rede Bandeirantes para assumir a novela O Todo-poderoso, que já estava em andamento.
Nos anos 1980 foi colaborador de Silvio de Abreu em Jogo da Vida (1981) - baseada na sinopse de Janete Clair - e em Guerra dos Sexos (1983),e Cassiano Gabus Mendes em Elas por Elas (1982) e adaptou a peça Maria Stuart para a TV Cultura em 1982.
A primeira novela como autor titular foi Vereda Tropical (1984), um grande sucesso, que lançou a linha homônima de perfumes femininos e que também contou com supervisão de texto de Silvio de Abreu. Tendo como base a linha de Silvio—expressa em Guerra dos Sexos e Jogo da Vida—foi uma divertida e envolvente trama, com momentos puramente anárquicos e de comédia pastelão, pouco usuais na TV até então.
Uma característica fundamental nas suas tramas é o enredo cheio de ação, humor, diálogos rápidos e sarcásticos, se aproximando muito da linguagem cinematográfica e das histórias em quadrinhos, receita que seguiu em Bebê a Bordo (1988), outro grande sucesso.
Prosseguiu com Perigosas Peruas (1992) - na qual contou com a supervisão de texto de Lauro César Muniz - que obteve o mesmo êxito de suas obras, porém bastante esquecida pelo público . Após essa escreveu Quatro por Quatro (1994), considerada por muitos a sua melhor novela. Conheceu o fracasso com Vira Lata (1996), que foi muito criticada por setores da opinião pública devido à promiscuidade de alguns personagens.
Enquanto nas telenovelas Uga Uga (2000) - que abordou de maneira escrachada a cultura indígena - e Kubanacan (2003) - alegoria ambientada em uma republiqueta latino-americana dos anos 1950 - o sucesso voltou, dividiu profundamente com as mesmas a crítica especializada, principalmente quanto às inúmeras reviravoltas das histórias - vistas por alguns como inadequadas para a linguagem televisiva - e à relativa nudez de seus elencos, sobretudo do casting masculino.
Com Pé na Jaca (2006), outra novela produzida dentro da linha que o consagrou, não conseguiu atingir os índices de audiência esperados pela direção da Rede Globo.
Escreveu também a polêmica minissérie O Quinto dos Infernos (2002), onde recontou em tom satírico a passagem da Família real portuguesa pelo Brasil, não poupando para isso o uso do erotismo e do retrato caricato de personalidades reais, obra vista por muito - principalmente por historiadores brasileiros e portugueses - como uma pornochanchada histórica; por conta disso, veículos de comunicação como o jornal lusitano Correio da Manhã a criticaram bastante, bem como os descendentes dos monarcas.
No segundo semestre de 2008, escreveu o seriado Guerra e Paz, exibido às sextas-feiras e que teve origem em um especial de final de ano homônimo veiculado em 2007.
A griffe de Carlos Lombardi é, portanto, essencialmente polêmica: há os que o consideram um verdadeiro mestre por desafiar e retrabalhar frontalmente os clichês e convenções da teledramaturgia brasileira, oferecendo criações tidas por seus admiradores como complexas e surpreendentes. Contudo seus detratores o vêem como um autor apelativo e pouco talentoso.

### Colaborador em telenovelas
Um costume que tem se tornado comum em sua carreira é o de ser chamado para salvar novelas alheias que sofrem com problemas de audiência. Assim, também esteve envolvido na escrita de Coração de Estudante (2002), de Emanuel Jacobina, conseguindo enfim direcioná-la para índices mais satisfatórios e de Bang Bang (2005), de Mário Prata. E por fim, colaborou por alguns capítulos em Caminho das Índias (2009), escrevendo algumas cenas, após a autora Glória Perez se afastar para tratar um câncer.

### Roteiros para o cinema
Foi autor de roteiros para o cinema, escrevendo ou colaborando em As Aventuras de Mário Fofoca (1983), de Adriano Stuart, Um Trem para as Estrelas (1987), de Cacá Diegues, Zoando na TV (1999), de José Alvarenga Júnior e Mais uma Vez Amor (2005), de Rosane Svartman. Elaborou o não realizado Tela Rasgada, que seria dirigido por Ícaro Martins.

### Mudança de emissora e litígio com a Rede Globo
Lombardi havia escrito a sinopse de uma novela das 19h, porém diante da longa espera que teria que enfrentar, optou por não renovar com a Rede Globo. Além disso, a sinopse deixada por Lombardi, foi descartada, já que nenhum outro autor quis escrever uma trama criada por outro. No dia 6 de setembro de 2012, Carlos Lombardi assina um contrato com a RecordTV, anunciando assim sua saída da Globo após 31 anos na emissora. Lombardi escreve sua primeira novela para a Record desde 2013, chamada Pecado Mortal, sendo a substituta de Dona Xepa. A novela é ambientada nos anos 70. Em 13 de setembro de 2017, Carlos anunciou sua saída da RecordTV. Carlos deixou escrita Mamonas Assassinas - A Série, sobre a trajetória do grupo. Em 2023, a produção da série foi retomada pela Total Filmes, mas o projeto ainda segue sem previsão de lançamento.

## Televisão
| Ano     | Trabalho                  | Emissora          | Escalação                             | Parceiros Titulares              |
| ------- | ------------------------- | ----------------- | ------------------------------------- | -------------------------------- |
| 2013–14 | Pecado Mortal             | RecordTV          | Autor principal                       |                                  |
| 2010    | A Vida Alheia             | Rede Globo        | Colaborador                           | Miguel Falabella                 |
| 2009    | Caminho das Índias        | Rede Globo        | escreveu alguns capítulos             | Glória Perez                     |
| 2008    | Guerra e Paz              | Rede Globo        | Autor principal                       |                                  |
| 2006–07 | Pé na Jaca                | Rede Globo        | Autor principal                       |                                  |
| 2005–06 | Bang Bang                 | Rede Globo        | Coautor                               | Mário Prata                      |
| 2003–04 | Kubanacan                 | Rede Globo        | Autor principal                       |                                  |
| 2002    | Coração de Estudante      | Rede Globo        | Supervisor de texto e Autor principal | Emanoel Jacobina                 |
| 2002    | O Quinto dos Infernos     | Rede Globo        | Autor principal                       | Margareth Boury e Tiago Santiago |
| 2000–01 | Uga Uga                   | Rede Globo        | Autor principal                       |                                  |
| 1997–98 | Malhação                  | Rede Globo        | Supervisor de texto                   | Emanoel Jacobina                 |
| 1996    | Vira Lata                 | Rede Globo        | Autor principal                       |                                  |
| 1994–95 | Quatro por Quatro         | Rede Globo        | Autor principal                       |                                  |
| 1992    | Perigosas Peruas          | Rede Globo        | Autor principal                       | Lauro César Muniz                |
| 1988–89 | Bebê a Bordo              | Rede Globo        | Autor principal                       |                                  |
| 1984–85 | Vereda Tropical           | Rede Globo        | Autor principal                       | Silvio de Abreu                  |
| 1983–84 | Guerra dos Sexos          | Rede Globo        | Colaborador                           | Silvio de Abreu                  |
| 1982    | Elas por Elas             | Rede Globo        | Colaborador                           | Cassiano Gabus Mendes            |
| 1982    | Maria Stuart              | TV Cultura        | Autor principal                       |                                  |
| 1981–82 | Jogo da Vida              | TV Globo          | Colaborador                           | Silvio de Abreu                  |
| 1981    | A Ladeira da Memória      | TV Cultura        | Autor principal                       |                                  |
| 1981    | Angélica                  | TV Cultura        | Autor principal                       |                                  |
| 1981    | Abdias                    | TV Cultura        | Autor principal                       |                                  |
| 1980    | O Todo-Poderoso           | Rede Bandeirantes | Autor principal                       |                                  |
| 1979    | Como Salvar Meu Casamento | Rede Tupi         | Autor principal                       |                                  |

## Cinema
| Ano  | Título                       | Função      | Notas                                                                           |
| ---- | ---------------------------- | ----------- | ------------------------------------------------------------------------------- |
| 2005 | Mais Uma Vez Amor            | Colaborador | Filme de Rosane Svartman                                                        |
| 1999 | Zoando na TV                 | Colaborador | Filme de José Alvarenga Júnior, escrito com Maria Carmem Barbosa e Mauro Wilson |
| 1987 | Um Trem para as Estrelas     | Roteirista  | Filme de Cacá Diegues                                                           |
| 1982 | As Aventuras de Mário Fofoca | Colaborador | Filme de Adriano Stuart, escrito com Cassiano Gabus Mendes                      |